# 阿仙奴足球會2016–17球季
阿仙奴2016年至2017年球季是阿仙奴在英格蘭超級足球聯賽的第25個球季，亦是球隊連續第97個球季於英格蘭的頂級聯賽角逐。本賽季由2016年7月1日開始，直至2017年6月30日結束。阿仙奴於本賽季參與4項賽事，分別為英格蘭超級足球聯賽、英格蘭足總盃、英格蘭聯賽盃和歐洲聯賽冠軍盃。

## 背景

### 轉會
2016年5月25日，阿仙奴於夏季轉會窗開啟前簽下瑞士國腳，轉會費據報為3,000萬歐元。隨後的數星期，阿仙奴嘗試激活萊斯特城前鋒的違約金條款，把他帶到酋長球場，但球員拒絕，並跟李斯特城續約。7月3日，其後，阿仙奴從廣島三箭簽入日本前鋒淺野拓磨，但領隊受阿仙奴支持者指責，認為淺野拓磨尚未證明能力，無助幫助球隊。7月22日，阿仙奴簽入保頓2015-16賽季最佳球員，轉會費據報為200萬歐元。8月28日，阿仙奴簽入拉科魯尼亞前鋒盧卡斯·佩雷斯，並支付1,710萬鎊的違約金。8月30日，阿仙奴簽入華倫西亞中堅，轉會費為3,500萬鎊，與並列成為阿仙奴歷史上第2身價最昂貴的球員。盧卡斯·佩雷斯和於9月國際賽期後與其他阿仙奴球員會合。

### 7月
阿仙奴於7月22日進行首場季前熱身賽，對手為法國甲組足球聯賽球會朗斯，阿仙奴憑着翼鋒的笠射，以1比1迫和對手。阿仙奴其後前往美國加州進行兩場熱身事，分別對陣美國職業足球大聯盟聯隊和墨西哥球會瓜達拉哈拉。於賽前表示隊長在前一場熱身賽受傷，將不會隨隊前往美國，並需進行手術，傷出數月。7月28日，阿仙奴對陣美職聯隊，憑藉的十二碼和的入球，阿仙奴以2比1勝出比賽。31日，在對陣瓜達拉哈拉時，、和各射入1球，使阿仙奴以3比1勝出。

### 8月
阿仙奴將於斯堪的納維亞與維京和曼城進行最後兩場熱身賽。雖然有數位球隊核心球員缺陣熱身賽，但領隊在賽前記者會上帶來好消息：和將會隨隊出戰，並有足夠狀態在本季聯賽首戰上陣；後衛亦已從扁桃腺炎中康復過來。8月5日，在對陣維京的比賽中，和分別梅開二度，、和亦取得入球，加上對手送出的一記烏龍球，使阿仙奴以8比0大勝。於賽後記者會上，雲加表示因、和三人參加2016年歐洲國家盃，尚未歸隊參加訓練，他們將不會參加8月14日對陣利物浦的聯賽首戰。中場的膝傷已傷愈，能夠參加訓練；隊長則需養傷4個月。8月9日，阿仙奴進行最後一場熱身賽，在對陣曼城的比賽中，阿仙奴的、和分別攻入1球，而和伊恩拿祖亦各自為曼城攻入1球，最終阿仙奴險勝3比2完結所有賽前熱身賽。但在比賽中受傷，需以擔架調離場。雲加在賽後記者會表示他將缺陣至10月，而另一受傷球員會在11月復出。
與去季一樣，阿仙奴並未能在聯賽開始時保持熱身賽的狀態，連續第2年在聯賽首戰落敗。雖然、
和各射入1球，但阿仙奴仍以3比4見負。在禾確特射入領先的1球後，射入一記罰球為利物浦扳平。、和的梅開二度，為利物浦一度領先至4比1。和於比賽尾段為阿仙奴拉近比數，但沒法於最後15分鐘扳平比數。於比賽中，受傷退下火線，成為繼、和之後，第5名受傷的一線隊球員。此外，和在此場比賽中首次代表阿仙奴上場。前者於下半場後備入替，後者更獲得正選的機會，與一起擔任正選中堅。
阿仙奴於英超第2輪的賽事作客，兩隊在首輪聯賽皆落敗。於比賽中雙方各有入球機會，但沒法於比賽取得入球，悶和0比0，賽後阿仙奴排名第12，在2場聯賽中只取得1分 。第3輪的聯賽，阿仙奴作客，雙方亦希望取得首場勝仗。憑着的十二碼、和的入球，主隊雖然由「破蛋」，但阿仙奴仍以3比1取得本季英超首場勝利。

### 9月
在國際賽期過後，阿仙奴於主場迎戰，阿仙奴因門將的烏龍球而落後1球，但憑着在上半場的倒掛入球，和在比賽補時階段射入的十二碼，令阿仙奴險勝2比1。和盧卡斯·佩雷斯在此場比賽中，首次代表阿仙奴上陣。梅斯達菲更成為全場最多搶斷和攔截的球員。3天後，阿仙奴作客，連續第19年參加歐聯賽事。雖在開賽42秒被頭鎚攻破大門，但阿仙奴於下半場由追成平手，最終雙方以1比1握手言和。前鋒在後備入替後27分鐘內，拿下2張黃牌被逐離場，無緣參加下一場歐聯分組賽。9月17日，阿仙奴對陣新升班的，作客的阿仙奴靠着和的入球，領先主隊2比0。其後，雖然由辛迪加斯射入十二碼追近比分，但其後再攻入一球，加上於35碼外射入一球，令阿仙奴大勝4比1。
9月21日，阿仙奴在英格蘭聯賽盃的賽事中迎戰，阿仙奴憑首於35碼外的一記遠射、盧卡斯·佩雷斯的梅開二度，和的錦上添花，大勝4比0並晉級賽事的第4圈。前球員亦在此場比賽中首次倒戈阿仙奴。第4圈的對手為英格蘭冠軍足球聯賽的雷丁。9月25日，阿仙奴在英超主場對陣車路士。從2011年起，阿仙奴未能贏下於聯賽對陣車路士的比賽，結果阿仙奴以3比0大勝。於11分鐘先開紀錄，和亦在上半場各入一球擴大比數，賽果一直維持至完場不變。9月29日，阿仙奴迎來9月最後一場比賽，於歐聯迎戰巴塞利。阿仙奴陣中和將倒戈。憑首的梅開二度，令阿仙奴以2比0取得勝利。

### 10月
阿仙奴於10月2日進行作客對陣伯恩利的聯賽比賽，阿仙奴隊長於90分鐘攻入一球，但此入球有越位和手球的嫌疑。阿仙奴憑着此入球，險勝伯恩利1比0。伯恩利領隊於賽後質疑球證的決定，認為他當時身處的位置能清楚看見此入球為手球。於10月初的國際賽舉行後，阿仙奴於10月15日在主場進行迎戰的英超比賽。自2011年9月起，阿仙奴未能在主場贏下對陣的聯賽比賽。於第26分鐘和第33分鐘各攻入一球，但於半場完結前被對手的追回一球。在第57分鐘，於左邊禁區「窩利」射入一球，為阿仙奴擴大比分。9分鐘後，再替對手追近比分。雖然於第70分鐘因侵犯莫度·巴路而被罰紅牌離場，阿仙奴仍能保持以3比2的賽果完場。
10月19日，阿仙奴在歐聯分組賽主場迎戰盧多格德斯，憑着、的入球和的帽子戲法，大勝對手6比0，令阿仙奴於各項賽事連勝7場。3日後，阿仙奴在主場對陣英超的。雙方於此場比賽互無紀錄，以0比0握手言和。此和局令阿仙奴於聯賽6連勝告終，亦是自4月起首次在主場賽和對手。10月25日，阿仙奴進行英格蘭聯賽盃的比賽，對手為雷丁。憑着的梅開二度，阿仙奴以2比0勝出，晉級第5圈的賽事，對手將會是。10月26日，阿仙奴以4比1客勝。阿仙奴靠着的入球先開紀錄，但一度被對方的射入十二碼扳平比分。其後，憑後備入替的梅開二度，和的入球，取得勝利。

## 陣容

### 一線隊
註釋：國旗表示球員在國際足聯資格規則定義的國家隊。球員可能擁有一個以上非國際足聯國籍。
| 號碼 |          | 位置 | 球員          |
| ---- | -------- | ---- | ------------- |
| 2    | 法國     | 后卫 |               |
| 3    | 英格兰   | 后卫 |               |
| 4    | 德国     | 后卫 | （）          |
| 5    | 巴西     | 后卫 |               |
| 6    | 法國     | 后卫 | （）          |
| 7    | 智利     | 前锋 |               |
| 8    | 威尔士   | 中场 |               |
| 9    | 西班牙   | 前锋 | 盧卡斯·佩雷斯 |
| 11   | 德国     | 中场 |               |
| 12   | 法國     | 前锋 |               |
| 13   | 哥伦比亚 | 门将 |               |
| 14   | 英格兰   | 前锋 |               |
| 15   | 英格兰   | 中场 |               |
| 16   | 英格兰   | 后卫 |               |
| 17   | 奈及利亞 | 前锋 |               |

| 號碼 |        | 位置 | 球員 |
| ---- | ------ | ---- | ---- |
| 18   | 西班牙 | 后卫 |      |
| 19   | 西班牙 | 中场 |      |
| 20   | 德国   | 后卫 |      |
| 22   | 法國   | 前锋 |      |
| 23   | 英格兰 | 前锋 |      |
| 24   | 西班牙 | 后卫 |      |
| 25   | 英格兰 | 后卫 |      |
| 26   | 阿根廷 | 门将 |      |
| 29   | 瑞士   | 中场 |      |
| 31   | 法國   | 中场 |      |
| 32   | 英格兰 | 前锋 |      |
| 33   | 捷克   | 门将 |      |
| 34   | 法國   | 中场 |      |
| 35   | 埃及   | 中场 |      |

備註：

 ：隊長

 ：副隊長

### 轉會

#### 轉入
| #  | 位置 | 球員            | 前屬球會     | 轉會費    | 日期          | 來源   |
| -- | ---- | --------------- | ------------ | --------- | ------------- | ------ |
| 29 | MF   | 瑞士            | 德国         | 3,000萬鎊 | 2016年5月21日 | [ 1 ]  |
| —  | FW   | 淺野拓磨        | 廣島三箭     | 450萬鎊   | 2016年7月3日  | [ 4 ]  |
| 16 | DF   | 英格兰          | 保頓         | 200萬鎊   | 2016年7月22日 | [ 5 ]  |
| —  | MF   | 基利治·恩華卡里 | 鑽石足球學校 | 300萬鎊   | 2016年8月5日  | [ 39 ] |
| 9  | FW   | 盧卡斯·佩雷斯   | 拉科魯尼亞   | 1,710萬鎊 | 2016年8月30日 | [ 6 ]  |
| 20 | DF   | 德国            | 西班牙       | 3,500萬鎊 | 2016年8月30日 | [ 7 ]  |

#### 轉出
| 號碼 | 位置 | 球員                        | 去向         | 類型             | 轉會窗 | 轉會費               | 備注 | 注釋   |
| ---- | ---- | --------------------------- | ------------ | ---------------- | ------ | -------------------- | ---- | ------ |
| 7    | MF   | 捷克                        | 布拉格斯巴達 | 轉會             | 夏季   | 自由轉會（合同期滿） | —    | [ 42 ] |
| 8    | MF   | 西班牙                      | —            | 退役（合同期滿） | 夏季   | —                    | —    | [ 42 ] |
| 20   | MF   | 法國                        | 水晶宮       | 轉會             | 夏季   | 自由轉會（合同期滿） | —    | [ 42 ] |
| 27   | MF   | 德国                        | 雲達不萊梅   | 轉會             | 夏季   | 500萬鎊              | —    | [ 42 ] |
| 42   | MF   | 英格兰                      | 紐卡素       | 轉會             | 夏季   | 250萬鎊              | —    | [ 42 ] |
| —    | MF   | 威靈頓·施華                 | 富明尼斯     | 轉會             | 夏季   | 未公佈               | —    | [ 42 ] |
| —    | DF   | 伊利亞斯·查特茲西奧多里迪斯 | 英格兰       | 轉會             | 夏季   | 自由轉會             | —    | [ 42 ] |

1. ↑  阿迪達在退役後，加入曼城的教練團隊。[43]

#### 外借
| # | 位置 | 球員 | 外借球會 | 外借期 | 來源 |
| - | ---- | ---- | -------- | ------ | ---- |

#### 借用
| # | 位置 | 球員 | 前屬球會 | 借用期 | 來源 |
| - | ---- | ---- | -------- | ------ | ---- |

## 熱身賽
勝
  平
  負
| 2016年7月22日 友誼賽 | 朗斯       | 1–1      | 阿仙奴 | 法國朗斯                                     |
| 20:00 CEST           | 歐列特 38' | 比賽報告 | 81'    | 場館： 費利克斯-波萊特球場 入場人數： 30,149 |

| 2016年7月28日 美職聯明星賽 | 美職聯明星隊 | 1–2      | 阿仙奴        | 美國加州                            |
| 17:01 PDT                  | 45+2'        | 比賽報告 | 11'（） · 87' | 場館： 阿華瓦球場 入場人數： 18,000 |

| 2016年7月31日 友誼賽 | 瓜達拉哈拉         | 1–3      | 阿仙奴          | 美國加州                                |
| 18:00 PDT            | 安祖沙迪華 74'（） | 比賽報告 | 34' · 50' · 56' | 場館： 家得寶中心球場 入場人數： 24,168 |

| 2016年8月5日 友誼賽 | 維京 | 0–8      | 阿仙奴                                                       | 挪威斯塔萬格    |
| 20:30 CEST          |      | 比賽報告 | 33', 59' · 50' · 52' · Haukås 55'（乌龙球） · 71', 81' · 89' | 場館： 維京球場 |

| 2016年8月7日 友誼賽 | 阿仙奴          | 3–2      | 曼城               | 瑞典哥德堡            |
| 19:00 CEST          | 50' · 73' · 85' | 比賽報告 | 30' · 伊恩拿祖 88' | 場館： 那也烏里普球場 |

## 正式比賽

### 總體
| 賽事               | 紀錄 | 紀錄 | 紀錄 | 紀錄 | 紀錄 | 紀錄 | 紀錄 | 紀錄    |
| 賽事               | 賽   | 勝   | 平   | 負   | 得   | 失   | 差   | 勝率    |
| ------------------ | ---- | ---- | ---- | ---- | ---- | ---- | ---- | ------- |
| 英格蘭超級足球聯賽 | 10   | 7    | 2    | 1    | 23   | 10   | +13  | 70.00   |
| 英格蘭足總盃       | 0    | 0    | 0    | 0    | 0    | 0    | +0   | —       |
| 英格蘭聯賽盃       | 2    | 2    | 0    | 0    | 6    | 0    | +6   | 100.000 |
| 歐洲聯賽冠軍盃     | 4    | 3    | 1    | 0    | 12   | 3    | +9   | 75.00   |
| 總計               | 16   | 12   | 3    | 1    | 41   | 13   | +28  | 75.00   |

最後更新：2016年11月1日

### 英超聯賽

#### 積分榜
| 整體 | 整體 | 整體 | 整體 | 整體 | 整體 | 整體 | 整體 | 主場 | 主場 | 主場 | 主場 | 主場 | 主場 | 作客 | 作客 | 作客 | 作客 | 作客 | 作客 |
| 場   | 勝   |      | 負   | 得   | 失   | 差   | 分   | 勝   |      | 負   | 得   | 失   | 差   | 勝   |      | 負   | 得   | 失   | 差   |
| ---- | ---- | ---- | ---- | ---- | ---- | ---- | ---- | ---- | ---- | ---- | ---- | ---- | ---- | ---- | ---- | ---- | ---- | ---- | ---- |
| 10   | 7    | 2    | 1    | 23   | 10   | +13  | 23   | 3    | 1    | 1    | 11   | 7    | +4   | 4    | 1    | 0    | 12   | 3    | +9   |

最後更新：2016年10月29日
來源：英超官網

## 外部連結
- 阿森纳英文官方网站 （页面存档备份，存于）